# 宁潭镇
宁潭镇，是中华人民共和国广西壮族自治区玉林市博白县下辖的一个乡镇级行政单位。

## 行政区划
宁潭镇下辖以下地区：
西岭村、新榕村、长春村、扬青村、德心村、扬旗村、白均村、莫林村和宁潭村。